# 英伟达认证系统
英伟达认证系统（NVIDIA-Certified Systems）是英伟达的加速计算认证系统，该认证系统主要服务于企业，由服务器的伙伴带来。

## 简介
NVIDIA认证系统帮助企业布置硬件解决方案，让加速工作负载优化、安全运行，符合标准的企业数据中心上的应用程序能够使用AI，这些应用程序位于数据中心的基础架构中。
在供应商的系统中，NVIDIA认证系统计划将NVIDIA GPU与NVIDIA网络两者结合。这些系统符的配置均通过一系列认证测试。

## 发展
在2021年6月的COMPUTEX上，英伟达宣布NVIDIA认证系统计划已经包含了50多种系统。